# Валаево
Валаево — деревня в Торопецком районе Тверской области. Входит в состав Плоскошского сельского поселения.

## История
За время Великой Отечественной войны число погибших жителей деревни составило 14 человек.
В 1945 году в деревне имелось 52 хозяйства и проживало 124 человека.

## География
Деревня расположена в 49 километрах от районного центра Торопец и в 9 километрах к юго-востоку от центра сельского поселения, посёлка Плоскошь. Ближайшие населённые пункты — деревни Лука, Красноселье и Потекаево.

## Климат
Деревня, как и весь район, относится к умеренному поясу северного полушария и находится в области переходного климата от океанического к материковому. Лето с температурным режимом +15…+20 °С (днём +20…+25 °С), зима умеренно-морозная −10…−15 °С; при вторжении арктического воздуха до −30…-40 °С.
Среднегодовая скорость ветра 3,5—4,2 метра в секунду.

## Население
| 2010 |
| ---- |
| 7    |

Население по переписи 2002 года — 10 человек.
Национальный состав
Согласно результатам переписи 2002 года, в национальной структуре населения русские составляли 100 % от жителей.